# Emery d’Amboise

Emery d’Amboise

Großmeisterwappen von Emery d’Amboise

Emery d’Amboise (auch Aimery d’Amboise, Emery Chaumont; † 13. November 1512 in Rhodos) war ab 1503 der 41. Großmeister des Johanniterordens.
Er stammte aus dem Haus Amboise und war ein jüngerer Sohn von Pierre d’Amboise, Herr von Chaumont. Zu seinen 16 Geschwistern gehört auch Kardinal Georges d’Amboise, Premierminister von König Ludwig XII. von Frankreich. Im Juli 1503 wurde Emery Großmeister des Johanniterordens. 1510 errang er in einer Seeschlacht vor Montenegro einen Sieg über den ägyptischen Mamluken-Sultan al-Ghuri.
Nach ihm ist das zur Westküste führende und zur deutschen Zunge gehörende D'Amboise-Tor der Festung in Rhodos benannt.